# Adam Ebenberger
Adam Ebenberger (ur. 23 października 1882 w Starym Siole, pow. cieszanowski, zm. 15 lutego 1932 we Lwowie) – polski inżynier budowy maszyn i elektrotechniki.

## Życiorys
Syn powstańca z 1863 roku. Ukończył gimnazjum w Chyrowie, następnie Politechnikę w Wiedniu z podwójnym dyplomem inżyniera budowy maszyn oraz elektrotechniki. W czasie studiów w Wiedniu był prezesem „Sokoła” oraz „Ogniska”. Od 1910 był członkiem Towarzystwa Politechnicznego we Lwowie; od 1928 przewodniczył sekcji elektrotechnicznej Towarzystwa. W 1919 brał udział w walkach o Lwów. Był dyrektorem Polskich Zakładów Siemens Oddział Lwowski we Lwowie. Działacz, a w 1930 prezes Lwowskiego Klubu Krótkofalowców (LKK).
Miał w dorobku popularyzatorskim kilka odczytów, m.in. Nowoczesne oświetlenie sceny (1930), Budowa zakładu wodnoelektrycznego na rzece Shannon w Irlandii (1930).
Pochowany na cmentarzu Łyczakowskim.

## Ordery i odznaczenia
- Złoty Krzyż Zasługi (11 marca 1932)[2]